# Premi Goya 2023
La cerimonia di premiazione della 37ª edizione dei Premi Goya si è tenuta l'11 febbraio 2023 al Centro Congressi ed Esposizioni di Siviglia ed è stata presentata da Antonio de la Torre e Clara Lago.

## Vincitori e candidati
I vincitori sono indicati in grassetto, a seguire gli altri candidati. Sono indicati i titoli italiani; tra parentesi il titolo originale del film.
- Miglior film
  - As Bestas - La terra della discordia (As Bestas), regia di Rodrigo Sorogoyen
  - Alcarràs - L'ultimo raccolto (Alcarràs), regia di Carla Simón
  - Cinco lobitos, regia di Alaudia Ruiz de Azúa
  - La Maternal, regia di Pilar Palomero
  - Modelo 77, regia di Alberto Rodriguez
- Miglior regista
  - Rodrigo Sorogoyen - As Bestas - La terra della discordia (As Bestas)
  - Carla Simón - Alcarràs - L'ultimo raccolto (Alcarràs)
  - Pilar Palomero - La Maternal
  - Alberto Rodríguez - Modelo 77
  - Carlos Vermut - Mantícora
- Miglior attore protagonista
  - Denis Ménochet - As Bestas - La terra della discordia (As Bestas)
  - Luis Tosar - Tutto in un giorno (En los márgenes)
  - Nacho Sánchez - Mantícora
  - Javier Gutiérrez - Modelo 77
  - Miguel Herrán - Modelo 77
- Miglior attrice protagonista
  - Laia Costa - Cinco lobitos
  - Marina Foïs - As Bestas - La terra della discordia (As Bestas)
  - Anna Castillo - Girasoles silvestres
  - Bárbara Lennie - Quando Dio imparò a scrivere (Los renglones torcidos de Dios)
  - Vicky Luengo - Cork (Suro)
- Miglior attore non protagonista
  - Luis Zahera - As Bestas - La terra della discordia (As Bestas)
  - Ramón Barea - Cinco lobitos
  - Fernando Tejero - Modelo 77
  - Jesús Carroza - Modelo 77
- Miglior attrice non protagonista
  - Susi Sánchez - Cinco lobitos
  - Marie Colomb - As Bestas - La terra della discordia (As Bestas)
  - Penélope Cruz - Tutto in un giorno (En los márgenes)
  - Carmen Machi - Piggy (Cerdita)
  - Ángela Cervantes - La Maternal